# Altkünkendorf
Altkünkendorf ist ein Dorf im Landkreis Uckermark in Brandenburg, welches am 31. Dezember 2000 in die Stadt Angermünde eingegliedert wurde. Die erste urkundliche Erwähnung des Ortes datiert auf das Jahr 1287, damals hieß das Dorf noch Konckendorp. Der Ort besitzt zwei Gemeindeteile: Luisenhof und Grumsin.
Am Rande der UNESCO-Weltnaturerbestätte Grumsiner Forst im Biosphärenreservat Schorfheide-Chorin gelegen, gibt es in und um Altkünkendorf landschaftlich schöne Routen für Radfahrer und Wanderer. Unweit des Ortes findet man den Heiligen See und den Wolletzsee, an dem auch der Radfernweg Berlin–Usedom langführt.
Die Mitte des 13. Jahrhunderts erbaute Dorfkirche wurde 1850–1860 im neugotischen Stil von Friedrich August Stüler umgebaut. Sie dient der öffentlichen Nutzung durch Konzerte, Ausstellungen, Arbeitskreise etc.
Ab der zweiten Hälfte des 14. Jahrhunderts bis 1668 besaß die Familie von Arenstorff das Gut, um 1687 die von Lattorff. Von etwa 1788 bis zu Beginn der 1920er Jahre gehörte das Gut der Uradelsfamilie von Rohr. Um 1880 hatte das Rittergut Altkünkendorf des Ritterschaftsrates Theobald von Rohr-Wolletz 1156 ha. 1914 wiederum besaß die von Rohr`schen Erbengemeinschaft das Anwesen, vertreten durch einen Verwalter, Dr. Bierei. Später ging das Gut in bürgerlichen Besitz über, hier vor 1928 an Karl Richtberg. 1946 wurden 889 ha Land enteignet und aufgeteilt.

## Geschichte
Die erste belegte urkundliche Erwähnung stammt aus dem Jahr 1287. Im Jahr 1354 fiel Oldenkunekendorph an Pommern.
Im Jahr 1459 wurde das Dorf im Brandenburgischen Stiftsmatrikel als wüst geführt. Im Jahre 1495 wurde das Gut Altkünkendorf als Lehen an Otto und Hans von Arnsdorff vergeben.
Im Jahr 1722 wurde das Vorwerk Grumsin gebaut, 1783 der Schulunterricht aufgenommen und 1829 der Luisenhof zum Vorwerk ausgebaut. 1891 erfolgte die Errichtung einer Postagentur in Altkünkendorf.
Im Jahr 1945 wurde der Gutsherr enteignet und der Besitz an 33 Bauern, Kleinbauern und Umsiedler verteilt.
Im Jahr 1988 wurde die Dorfkirche unter Denkmalschutz gestellt. Schiff und Turm dieser Kirche wurden zwischen 1999 und 2001 saniert, die Sanierung der Orgel aus dem Jahr 1850 erfolgte 2003.
Im Jahr 1994 wurde das Gutshaus denkmalgerecht saniert.

## Kultur und Sehenswürdigkeiten
- Die Dorfkirche Altkünkendorf ist eine Feldsteinkirche aus der Zeit um 1300. Sie wurde in der zweiten Hälfte des 19. Jahrhunderts gotisierend umgebaut. Die Kirchenausstattung stammt aus dieser Umbauzeit.
- Gutshaus
- Informationspunkt UNESCO-Weltkulturerbe Grumsiner Forst

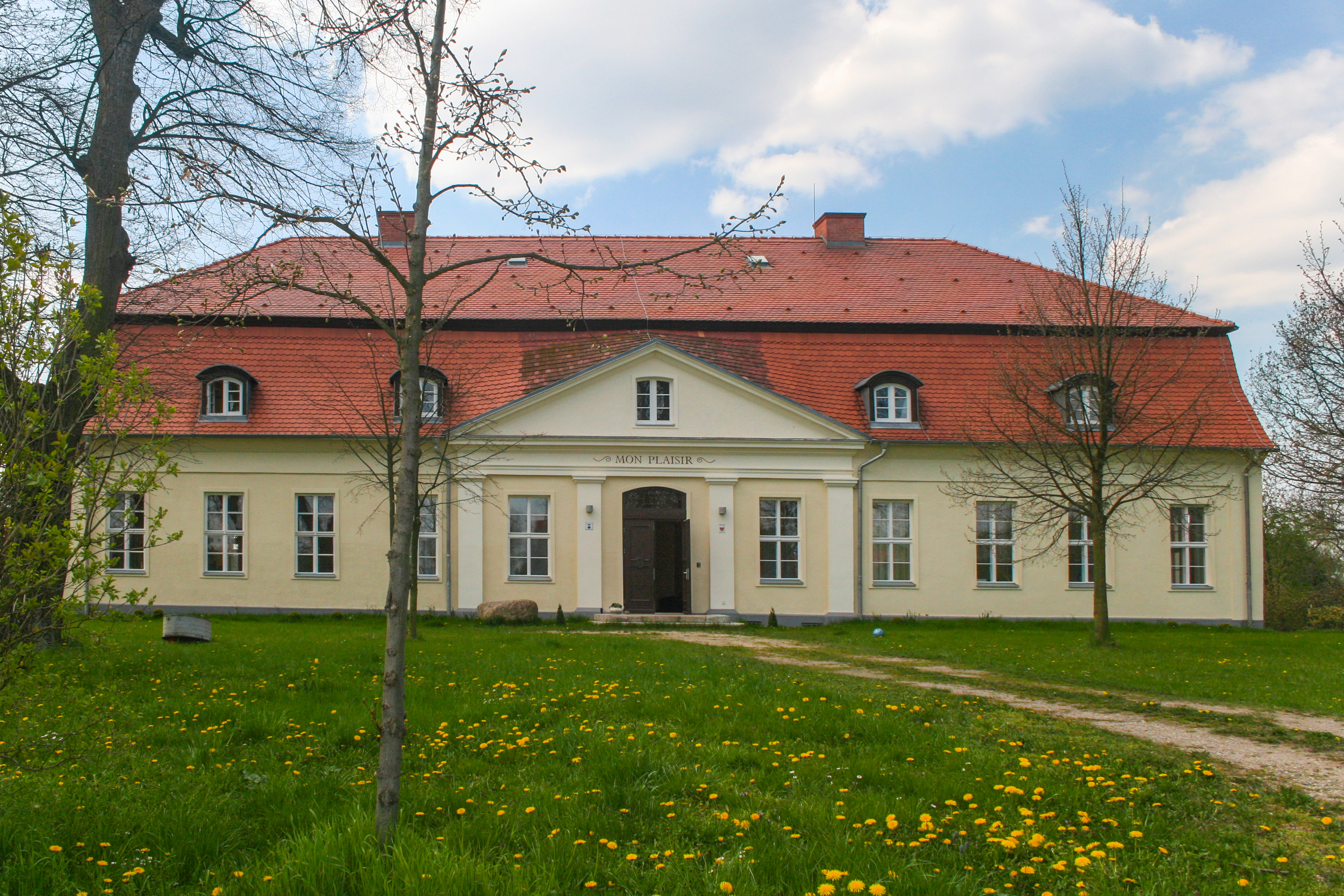
Gutshof
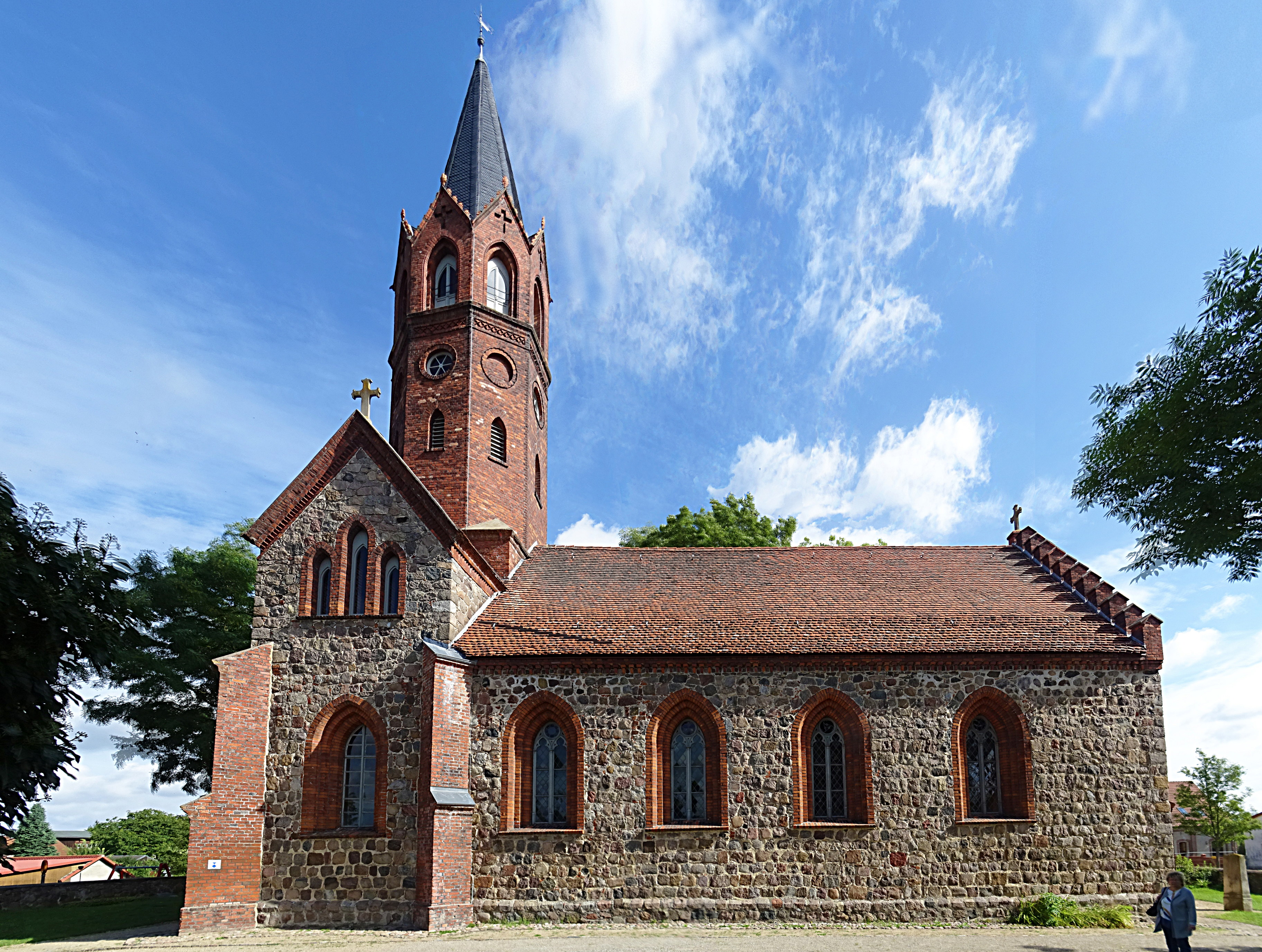
Dorfkirche
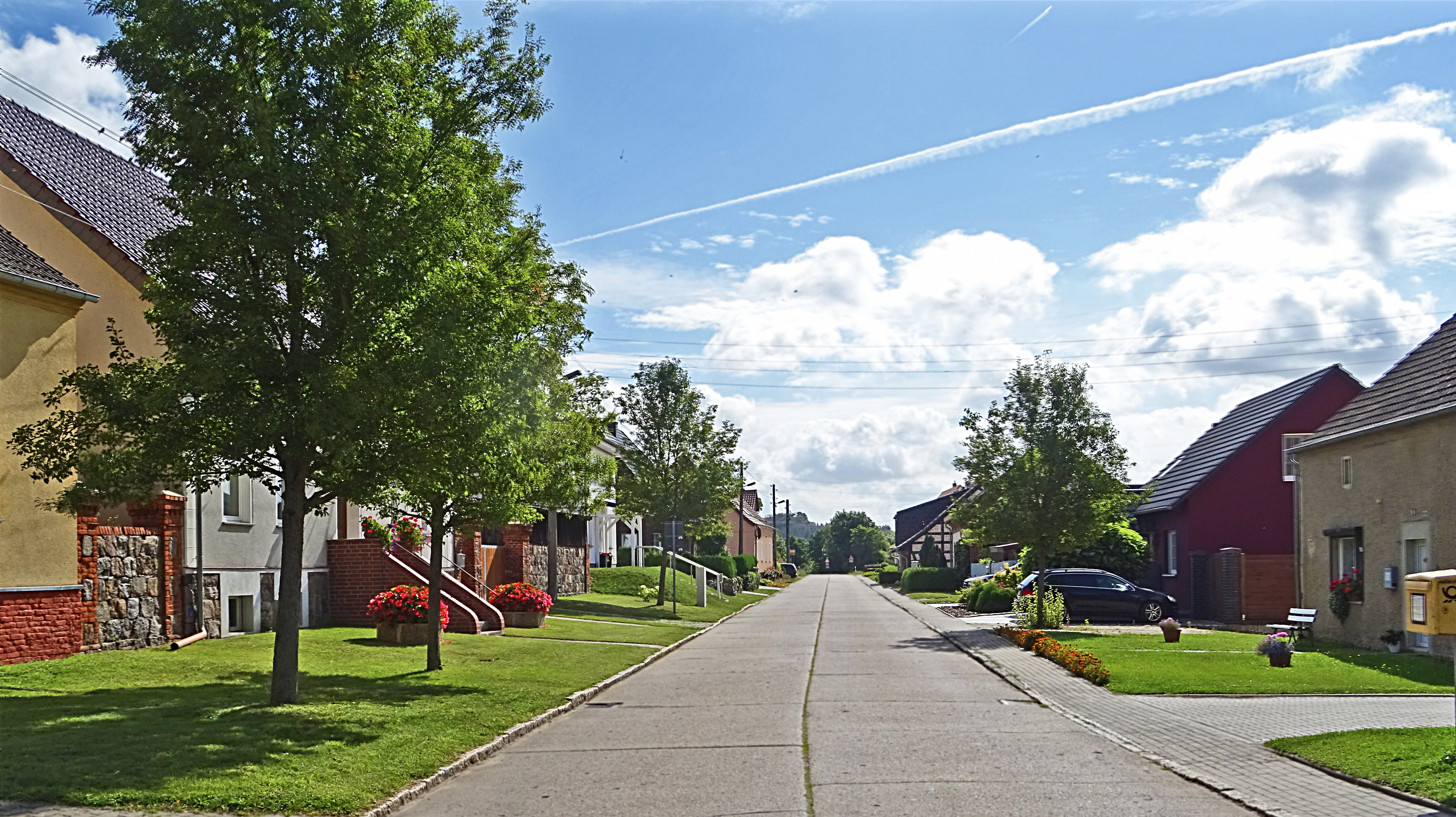
Dorfansicht
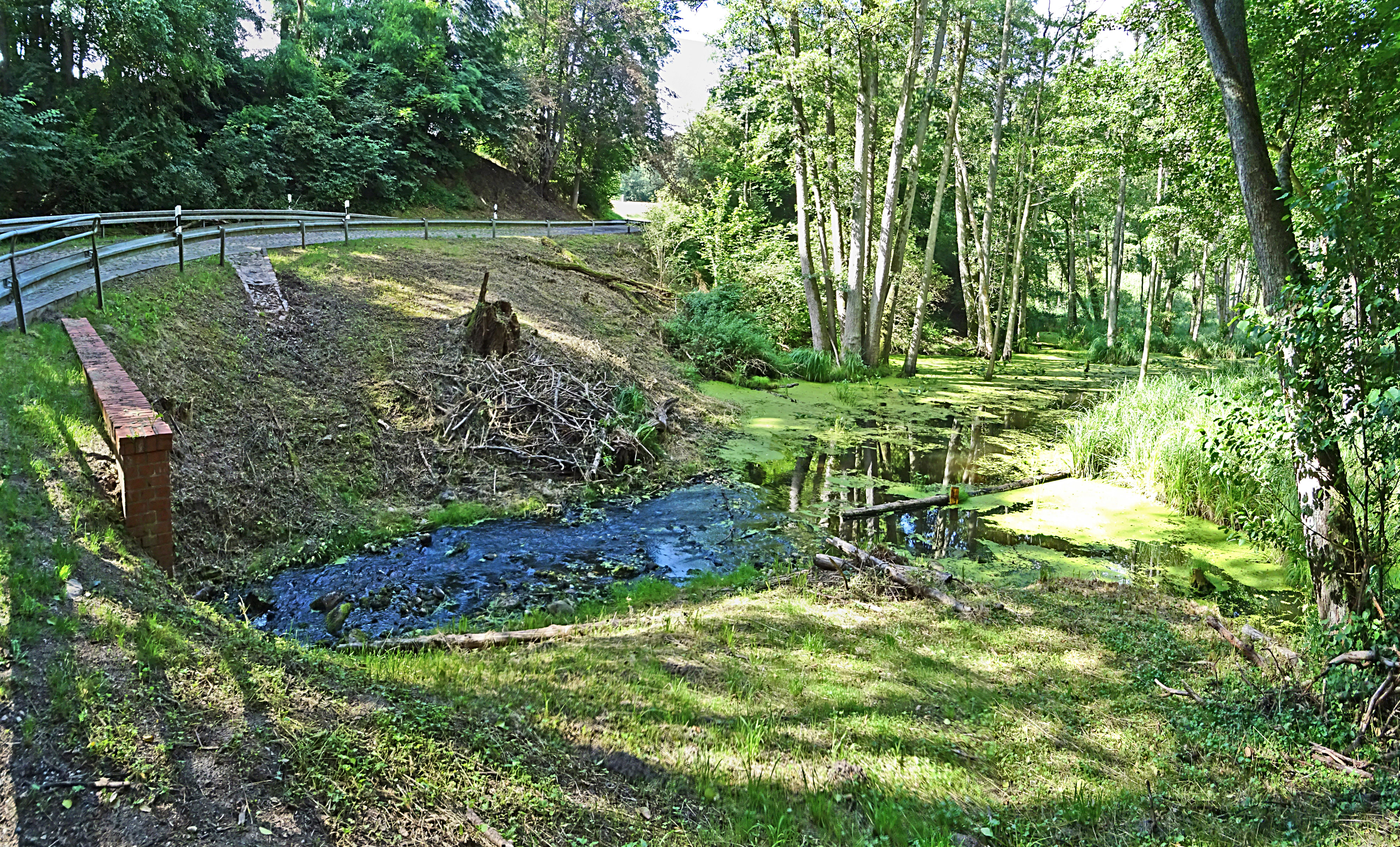
Die Welse nördlich Altkünkendorf